# Canossa
Pour les articles homonymes, voir Canossa (homonymie).
Canossa est une commune italienne dans la province de Reggio d'Émilie  en Émilie-Romagne.
Le nom provient du château de la comtesse Mathilde de Toscane, le château de Canossa.
L'expression « Aller à Canossa », employée pour la première fois par Bismarck, est une formule idiomatique pour désigner le fait de s'agenouiller devant son ennemi. Elle fait référence à l'épisode historique de la pénitence de Canossa par l'empereur du Saint-Empire romain germanique Henri IV, en 1077, qui vint s'y agenouiller devant le pape Grégoire VII pour que ce dernier lève l'excommunication qui le frappait.

## Administration
| Période                                  | Période  | Identité  | Étiquette       | Qualité |
| ---------------------------------------- | -------- | --------- | --------------- | ------- |
| 5 avril 2005                             | En cours | Enzo Musi | Centro-Sinistra |         |
| Les données manquantes sont à compléter. |          |           |                 |         |

### Hameaux
Albareto, Borzano Chiesa, Borzano di Sopra, Borzano di Sotto, Braglie, Casalino, Cavandola, Ceredolo de' Coppi Nuovo, Ceredolo dei Coppi, Cerezzola, Ciano d'Enza, Compiano, Crognolo, Currada, Dirotte, Fornace, Gazzolo, Iagarone, Massalica, Monchio delle Olle e Trinità, Pietranera, Roncovetro, Rossena, Selva, Selvapiana, Solara, Vedriano, Verlano.

### Communes limitrophes
Casina, Castelnovo ne' Monti, Neviano degli Arduini (PR), San Polo d'Enza, Traversetolo (PR), Vetto, Vezzano sul Crostolo